# Holenleeuw (Amerikaanse)

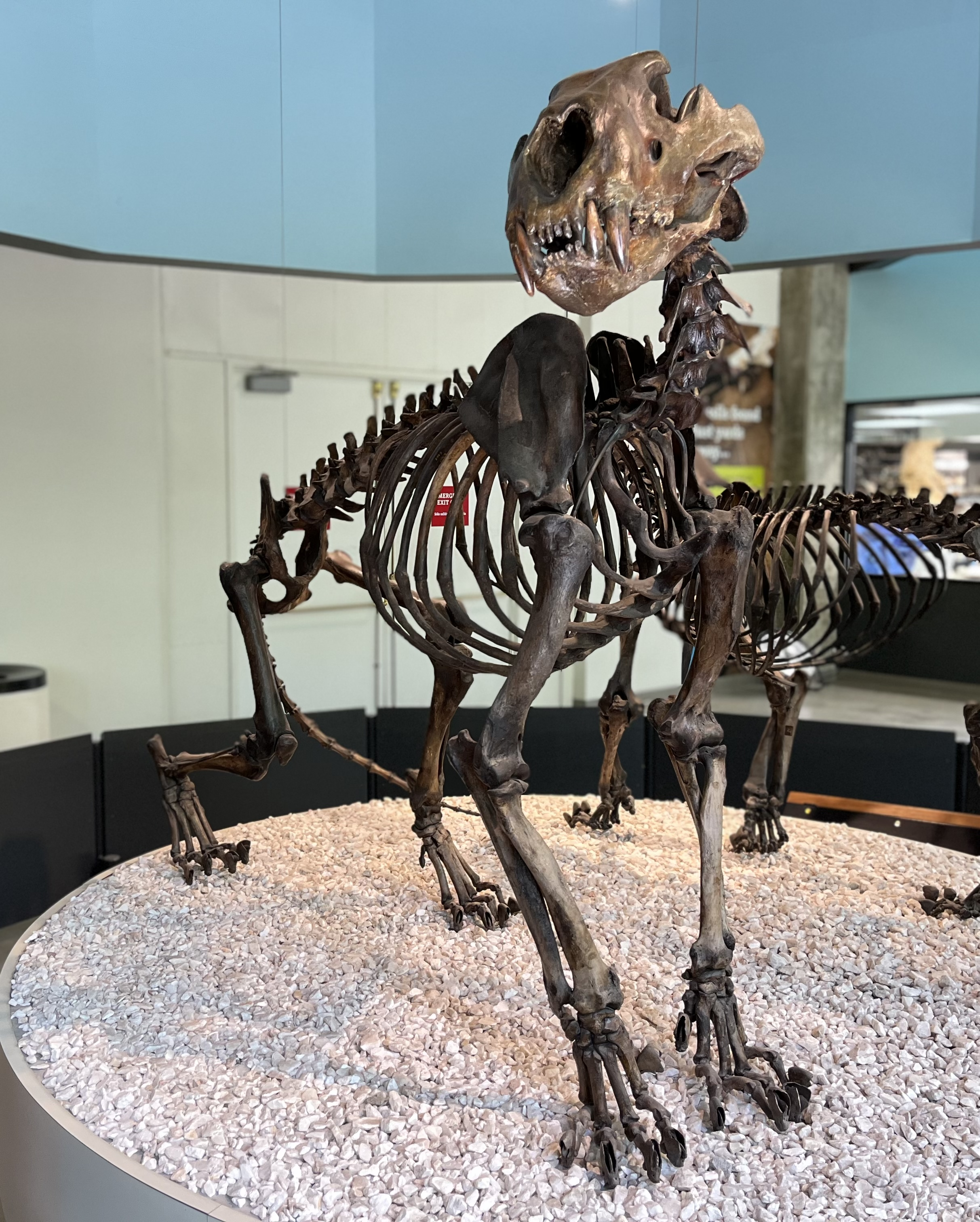
Skelet van een holenleeuw gevonden in de La Brea-teerputten

De Amerikaanse holenleeuw (Panthera atrox) is een uitgestorven katachtige.

## Verspreiding
Panthera atrox leefde tijdens het Pleistoceen in Noord-Amerika van Alaska tot zuidelijk Mexico. Voorheen werd op basis van vondsten in Peru verondersteld dat de soort ook in Zuid-Amerika voorkwam. Recente analyses van deze vondsten uit de asfaltmeren van Talara wijzen er echter op dat de fossielen die aan Panthera atrox werden toegeschreven, van een grote ondersoort van de jaguar (Panthera onca andina) zijn. De zuidelijkste vondst van Panthera atrox is nu afkomstig uit de Mexicaanse staat Chiapas.

## Verwantschap
De precieze classificatie van Panthera atrox is onduidelijk. Voorheen werd hij als een ondersoort van de leeuw beschouwd, meer bepaald als nauwe verwant van de Euraziatische holenleeuw (Panthera spelaea), die iets kleiner was. Tegenwoordig wordt Panthera atrox echter als een zelfstandige soort beschouwd en de precieze verwantschap met de andere panterkatten geldt als een twistpunt. Onderzoekers van het Zoologisk Museum in Kopenhagen en het C. Page Museum in Los Angeles brachten in 2009 naar buiten dat Panthera atrox mogelijk meer verwant is aan de jaguar dan aan de leeuw, waaraan hij vroeger gelinkt werd. Morfologisch had Panthera atrox zowel kenmerken van de leeuw, de tijger als de jaguar. Mogelijk ontwikkelde zowel Panthera atrox als de jaguar zich uit een panterkat die in het Midden-Pleistoceen via Beringia Noord-Amerika bereikte. Echte leeuwen waren in Noord-Amerika vermoedelijk alleen in het uiterste noorden aanwezig, met de Euraziatische holenleeuw in oostelijk Beringia.

## Uiterlijk en leefwijze
Panthera atrox was de grootste vertegenwoordiger van het geslacht Panthera. Hij was een kwart groter dan de leeuw en was zo'n driehonderdvijftig centimeter lang met een staart van honderdvijftig centimeter en een gewicht van vierhonderd kilogram. Deze soort was een krachtig roofdier en voedde zich met onder andere paardachtigen, herten en wellicht ook aas. Net als de huidige leeuw doodde deze kat zijn prooidieren door ze te verstikken of door een beet in de hals met de korte hoektanden. Panthera atrox stierf aan het eind van het Pleistoceen, ongeveer 10.000 jaar geleden, uit. Het is nog onduidelijk waardoor.